# Anna-Lena Friedsam
Anna-Lena Friedsam (Neuwied, 1 de Fevereiro de 1994) é uma tenista profissional alemã.

## WTA finais

### WTA 125K series finais

#### Simples (1–0)
| Posição | N. | Data            | Torneio       | Piso | Oponente      | Placar   |
| ------- | -- | --------------- | ------------- | ---- | ------------- | -------- |
| Campeã  | 1. | 1 Setembro 2014 | Suzhou, China | Duro | Duan Yingying | 6–1, 6–3 |

#### Duplas (0–1)
| Posição | N. | Data             | Torneio        | Piso        | Parceira            | Oponentes                          | Placar   |
| ------- | -- | ---------------- | -------------- | ----------- | ------------------- | ---------------------------------- | -------- |
| Vice    | 1. | 10 Novembro 2013 | Taipei, Taiwan | Carpete (i) | Alison Van Uytvanck | Caroline Garcia Yaroslava Shvedova | 3–6, 3–6 |